# 일리마
일리마(본명: 마태석, 2002년 9월 20일 ~ )는 대한민국의 리그 오브 레전드 프로게이머이다. 아이디는 IlllIma이며, 포지션은 탑이다. 현재 광동 프릭스 소속이다.

## 선수 생활
2021년 5월, 아프리카 프릭스에 입단하면서 프로 커리어를 시작했다.
2021년 한중일 e스포츠 대회에 대한민국 대표로 출전하여 우승을 달성했다.

## 소속팀
| # | 팀명            | 소속 기간    | 소속 리그 | 비고 |
| - | --------------- | ------------ | --------- | ---- |
| 1 | 아프리카 프릭스 | 2021.05.31 ~ | LCK       |      |

## 수상 내역
- 2021 LCK 챌린저스 리그 서머 1라운드 최우수 선수
- 2021 LCK 챌린저스 리그 서머 준우승
- 2021년 한중일 e스포츠 대회 리그 오브 레전드 부문 우승